# Dekanat Warszawa
Dekanat Warszawa – jeden z 6 dekanatów diecezji warszawsko-bielskiej Polskiego Autokefalicznego Kościoła Prawosławnego.

## Parafie
W skład dekanatu wchodzi 9 parafii:
- parafia Przemienienia Pańskiego w Płocku
  - cerkiew Przemienienia Pańskiego w Płocku
  - kaplica św. Michała Archanioła w Płocku
- parafia św. Aleksandry w Stanisławowie
  - cerkiew św. Aleksandry w Stanisławowie
- Prawosławny Punkt Duszpasterski św. Grzegorza Peradze w Warszawie
  - kaplica św. Męczennika Archimandryty Grzegorza w Warszawie
- parafia św. Jana Klimaka w Warszawie
  - cerkiew św. Jana Klimaka w Warszawie
- parafia św. Marii Magdaleny w Warszawie
  - sobór św. Marii Magdaleny w Warszawie
  - kaplica świętych Cyryla i Metodego w Warszawie
- parafia św. Sofii Mądrości Bożej w Warszawie (erygowana 31 grudnia 2015)[1]
  - cerkiew św. Sofii Mądrości Bożej w Warszawie
- parafia Świętej Trójcy w Warszawie
  - cerkiew Świętej Trójcy w Warszawie
- parafia Wprowadzenia do Świątyni Przenajświętszej Bogurodzicy w Warszawie
  - cerkiew Wprowadzenia do Świątyni Przenajświętszej Bogurodzicy w Warszawie
- parafia Świętych Apostołów Piotra i Pawła w Wołominie
  - cerkiew Świętych Apostołów Piotra i Pawła w Wołominie